# François Turner
François Turner (1955) è un poeta e traduttore francese.
Ha lavorato principalmente nella poesia minimalista. Ha scritto una poesia dal titolo Bacchus e una poesia d'amore dal titolo Sans fins d'amours, pubblicata nel 2007.
Francis Turner è stato anche il traduttore di Petrarca, Luis de Gongora, Guglielmo d'Aquitania, Friedrich Hölderlin. Egli è anche un traduttore e studioso, insieme a Jean Bollack e a Paul Celan.

## Poesie
- Génie, Les 4 fils, 1980
- Poème 1-10, Vallongues, 1990
- Poème 11-20, Vallongues, 1992
- Poème 86, Vallongues, 1993
- A Paul Celan, Vallongues, 1996
- Ni les ormes, Vallongues, 1996
- Bacchus, L'Act Mem, Coll. Au Carré, 2007
- Vivre est rêve, Le Lavoir Saint-Martin, 2012
- J'embrasse une bouche qui parle, Vallongues, 2012

## Traduzioni
- Poèmes de la folie de Hölderlin, Vallongues, 1994
- Mnémosyne, En adorable bleu, Souvenir suivi de L'Isther de Hölderlin, Vallongues, 1994
- Canzone de Pétraque, Vallongues, 1995
- Les Sonnets de Luis de Gongora, Imprimerie Nationale, 1998
- La Fugue de la Mort de Paul Celan, Vallongues, 2000
- La Fable de Polyphème et Galatée de Luis de Góngora, Vallongues, 2000
- Sextine de Pétrarque, Vallongues, 2000
- Trouver clair, trouver obsur, Anthologie de la poésie des Troubadours, Monique Frénaud, 2001
- Poésies complètes de Guillaume d'Aquitaine, Vallongues, 2002
- Le Corbeau, Six poèmes d'Edgar Allan Poe, Vallongues, 2003
- Madrigaux, Ballades de Pétrarque, Vallongues, 2004
- Conversation dans la montagne de Paul Celan, Le Lavoir Saint-Martin, 2011
- Sonnets de Pic della Mirandola, Le Lavoir Saint-Martin, 2012
- Sextines suivi de Madrigaux de Pétrarque, Le Lavoir Saint-Martin, 2012
- Ode au rossignol de John Keats, Le Lavoir Saint-Martin, 2013
- Ode à la mélancolie de John Keats, préface de Salah stétié, Le Lavoir Saint-Martin, 2014

## Prove
- Sur un poème de Salah Stétié : L'Uræus, La Nerthe, 2015

| Controllo di autorità | VIAF (EN) 2614016 · ISNI (EN) 0000 0000 0653 9390 · LCCN (EN) no2011131852 · GND (DE) 1045977241 · BNF (FR) cb13194625k (data) |